# 京成モニ20形電車
京成モニ20形電車（けいせいモニ20がたでんしゃ）は、かつて京成電鉄に在籍していた無蓋電動貨車である。
1974年（昭和49年）に21・22の2両が製造された。

## 概要
凸型電気機関車デキ1形と大正時代に製造されたモニ5形を置き換えるため、1974年に大栄車輌で製造された。車体は1968年（昭和43年）に登場したモニ10形に準拠しているが、モニ10形が片運転台であるのに対し、こちらは両運転台となっている。走行機器は510形の廃車発生品を流用しており、駆動方式も吊り掛け駆動だった。製造当初の制動装置は元空気ダメ管付自動空気ブレーキであったが、1991（平成3年）3月、発電ブレーキなしの電磁直通ブレーキ（HSC）に変更された。営業車両と性能が大きく異なるため、1年に数回本形式を使用した専用の乗務員訓練列車が走っていた。塗装はJRの配給車とほぼ同じで、前面の警戒帯が黄色である他は青色に塗られていた。
無蓋車のトキ20形や長物車のチ5形を連結して走行することが可能で、1両から6両まで柔軟な編成を組むことが出来た。モニ10形が廃車となった後は、唯一車籍を有する電動貨車だった。

## 車体
1両の長さは一般車両と同じ18m、自重は33tで、構造的には京浜急行電鉄の電動貨車に類似している。前面はモニ10形とほぼ同じだが、テールライトの形状がモニ10形の丸形に対し本形式では角形となっている。21の成田寄りと22の上野寄りには乗務員室の後部に作業者用の控室が設けてあり、その上部にはIR無線アンテナとパンタグラフが設置されている。なお、控室の化粧板はピンクがかったベージュ色のデコラ張りだった。これは3100形以前の京成車両にも見られた。控え室の後ろには窓付きの扉が付いており、そこから荷台へと移動することが出来た。控室のない側には扉はなく、後方確認用の窓が設けられていた。この他、夜間作業用に後方確認用窓の上部には大型のライトが設置されていた。台車は510形の発生品である住友製のFS28を流用していた。

## 主な用途
電動ホッパ車という位置付けのモニ10形と異なり、こちらは配給輸送や非常時の救援・車両牽引をはじめ、先述のトキ20形やチ5形を連結してのバラスト散布・レール輸送など、多彩な用途で使用出来るようになっていた。また、スノープラウも搭載されており、大雪の際には除雪を行っていた。

## 運用終了
トキ20形やチ5形共々高砂車両基地に常駐していたが、前述のとおり、吊り掛け式駆動方式である510形の足回りを流用しており老朽化が進んでいること、走行機器の予備部品が不足していること、性能の違いにより独自に乗務員訓練を行わなければならないことなどから、2007年（平成19年）3月の工臨（工事用臨時列車）をもって運用を終えた。同年3月28日に宗吾車両基地へ廃車回送され、その後解体されている。